# Свотин, Пётр Петрович
Пётр Петрович Свотин (1924—1990) — советский военно-инженерный деятель, организатор строительства объектов военно-стратегического назначения, генерал-лейтенант (1981). Начальник Главного инженерного управления РВСН СССР (1974—1988). Заслуженный строитель Казахской ССР (1974).

## Биография
Родился 31 октября 1924 года в селе Михайловка Вторая Сорочинского района Оренбургской области.
С 1942 года призван в ряды РККА и направлен в действующую армию в состав 39-й гвардейской стрелковой дивизии в должности помощника командира взвода, командира взвода и командира роты 120-го гвардейского стрелкового полка, воевал на Западном фронте. В 1943 году дважды был ранен в боях: 12 июня — легко и 20 сентября — тяжело ранен в правую ногу.
С 1943 по 1946 год обучался в Рязанском военном пехотном училище. С 1946 по 1952 год служил в частях сухопутных войск на различных командно-штабных должностях. С 1952 по 1956 год обучался в Военной инженерной академии имени В. В. Куйбышева. С 1956 года направлен в войска РВСН СССР. С 1956 по 1972 год на научно-исследовательской работе в 5-м Научно-исследовательском испытательном полигоне Министерства обороны СССР в качестве старшего офицера по контролю за строительством, начальника инженерно-технической службы — помощника начальника 5-го НИИП МО СССР по строительству и эксплуатации.
С 1972 года служил в центральном аппарате Ракетных войск стратегического назначения СССР (Одинцово, Московская область). С 1972 по 1974 год — первый заместитель начальника, с 1974 по 1988 год — руководитель Главного инженерного управления и заместитель главнокомандующего Ракетных войск стратегического назначения СССР по строительству. Одновременно с 1981 по 1988 год являлся членом Военного совета РВСН СССР.
С 1988 года в отставке.
21 сентября 1990 года погиб в автомобильной катастрофе, похоронен в Москве на Троекуровском кладбище.

## Высшие воинские звания
- Генерал-майор-инженер (30.10.1974)
- Генерал-лейтенант-инженер (30.10.1981)
- Генерал-лейтенант (26.04.1984)[5]

## Награды
- Орден Октябрьской Революции (1982)
- Орден Отечественной войны I степени (1985)
- Орден Трудового Красного Знамени (1974)
- Орден Красной Звезды (1948)
- Орден «За службу Родине в Вооружённых Силах СССР» 3-й степени (1988)
- Орден «Знак Почёта» (1966)
- Заслуженный строитель Казахской ССР (1974)[1][2][3]